# Milan Gozew
Milan Gozew (geboren als Milan Gozew Antonow; bulgarisch Милан Гоцев Антонов; * 2. Oktober 1906 in Kilkis, damals Osmanisches Reich, heute Griechenland; † 16. Oktober 2010 in Sofia, Bulgarien) war ein bulgarisch-makedonischer Politiker.
Er wurde am 2. Oktober 1906 im damaligen osmanischen Kukusch (heute Kilkis) geboren. Er war der Sohn von Tina Deltschewa-Antonowa und ihrem Mann Georgi Antonow. Tina Deltschewa war die Schwester von Goze Deltschew. Milan Gozew wurde nach dem Bruder von Tina und Goze Milan Deltschew genannt, der im Ilinden-Preobraschenie-Aufstand fiel. Kukusch, in dem die Bulgaren zu dieser Zeit die Bevölkerungsmehrheit stellten, war ein Zentrum des Bulgarisch-griechischen Kirchenkampfes. Als nach dem Balkankriege 1912/13 die Stadt griechisch wurde, verließen die Bulgaren und die Familie von Milan Gozew die Stadt. Nach einer Zwischenzeit in Gorna Djumaja ließ sich die Familie wie zahlreiche weitere Flüchtlingen aus Makedonien in der bulgarischen Hauptstadt Sofia nieder. In Sofia schloss Milan das 3. Knabengymnasium ab und im Anschluss die juristische Fakultät der Universität Sofia. Nach seinem Abschluss war er als Beamter in verschiedenen Ministerien tätig.
Nach dem Vertrag von Craiova, der die Rückgabe der Süddobrudscha zwischen Bulgarien und Rumänien regelte, wurde Gozew nach Tutrakan versetzt, wo er bei der Ansiedlung von Flüchtlingen aus Rumänien half. Dort lernte er seine zukünftige Frau Wera kennen, die als Krankenschwester ebenfalls vor Ort beordert war. Nach seiner Rückkehr nach Sofia eröffnete Milan eine Anwaltskanzlei für Zivilrecht in der Straße Lavele.
Während des Zweiten Weltkrieges wurde Milan Gozew zwischen 8. August 1941 und 21. Juli 1944 Bürgermeister der nordmakedonischen Stadt Kumanovo. Er folgte auf diesem Posten den aus Kumanovo stammender Lehrer Teodosij Dschartow. Als sich die bulgarische Armee ab Ende August 1944 von Kumanovo zurückzog, ging Milan Gozew ebenfalls zurück. Nachfolger als Bürgermeister von Kumanovo wurde der aus der Stadt stammende Arzt Josif Andonow. Sowohl Dschartow als auch Andonow wurden von kommunistischen, jugoslawischen Partisanen in Mazedonien wegen ihrer Bulgarophilie nach dem Krieg ermordet.
Zurück in Bulgarien wurde Gozew am 21. August Bürgermeister von Gorna Djumaja, wo noch ein Teil seiner Familie lebte. Er blieb Bürgermeister der Stadt bis zur Kommunistischen Machtergreifung am 9. September. In den nächsten Jahrzehnten war er als Rechtsreferendar und Beamter tätig.
Milan Gozew verstarb am 16. Oktober 2010 in der bulgarischen Hauptstadt Sofia im Alter von 104.
Teile von seiner Biographie wurden 1978 im Sammelband Гоце Делчев, Спомени, Документи, Материали (aus dem Bulg. Goze Deltschew, Erinnerungen, Dokumenten, Materialien) veröffentlicht.